# Chiesa di San Giuseppe (Adria)
La chiesa del Patrocinio di San Giuseppe, citata anche più semplicemente come chiesa di San Giuseppe, è una chiesa sita nel centro dell'abitato di Baricetta, frazione del comune di Adria.
Edificata nella seconda metà del XIX secolo è, nella suddivisione territoriale della chiesa cattolica, collocata nel vicariato di Adria-Ariano, a sua volta parte della diocesi di Adria-Rovigo, ed è sede parrocchiale.

## Storia
Con l'introduzione nella zona di impianti idrovori atti a prosciugare terreni, prevenendo malattie tipiche delle zone palustri e dotando il territorio di nuovi terreni agricoli da coltivare, la popolazione dell'abitato di Baricetta crebbe al punto di far ritenere al vescovo dell'allora diocesi di Adria di dotare la comunità di fedeli, che a quel tempo potevano presenziare ai riti solo grazie all'Oratorio della Natività di Maria Vergine, cappella gentilizia di Villa Grassi, di un più ampio edificio di culto e di assegnare loro un sacerdote per la cura delle anime.
La costruzione del nuovo edificio, su disegno dell'ingegnere Lucantonio Lupati, venne iniziata nel 1853 grazie ad una serie di iniziative atte a reperire i fondi necessari, tuttavia subito interrotta e ripresa solo dieci anni più tardi quando il vescovo Camillo Benzon, il 12 aprile 1863, ne benedisse la prima pietra angolare. I proventi raccolti a più riprese consentirono la conclusione dei lavori solo nel 1868, anno in cui vi fu la solenne cerimonia d'inaugurazione officiata dal vescovo Giuseppe Apollonio.

## Descrizione

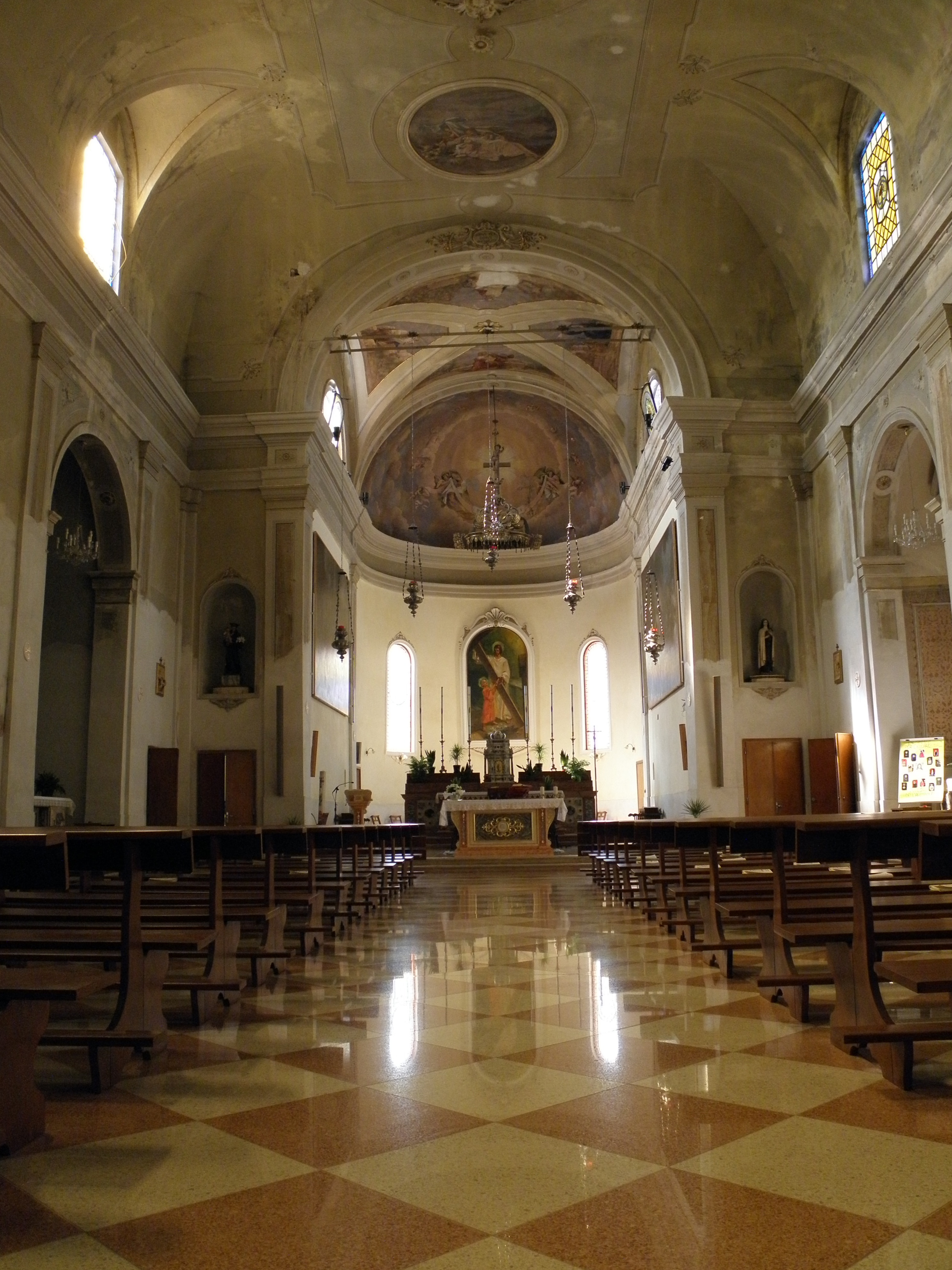
L'aula

### Esterno
L'edificio sorge nel centro dell'abitato con orientamento est-ovest.
La facciata è del tipo a capanna, tripartita, rinserrata sui lati da una coppia di lesene in ordine dorico, tra le quali è presente una monofora per lato, ora tamponate. La parte superiore termina in un frontone triangolare dotato di un oculo centrale.
Sulla stessa, tra le lesene centrali, è presente un unico portale a sesto ribassato, sopra il quale insiste un arco a tutto sesto, al centro del quale si trova una lunetta.

### Interno
Per l'arredamento sacro vennero riutilizzati tre altari in marmo risalenti ai secoli tra il XVII e il XVIII provenienti dalla soppressa chiesa di San Giovanni di Verdara di Padova.